# Peter von Schultz
Peter von Schultz, eigentlich Ernst-Henning von Schultz, (* 16. Oktober 1926; † Februar 2015 in Hamburg) war ein deutscher Schauspieler, Regisseur und Hörspielsprecher.

## Leben
Peter von Schultz wirkte mit kurzen Unterbrechungen fast vierzig Jahre auf der Bühne des Altonaer Theaters in Hamburg als Schauspieler und Regisseur. Gegen Ende der Ära des Intendanten Hans Fitze übte er kurzzeitig die Funktion des Interimsintendanten aus. Auch nach Schließung der Bühne blieb von Schultz dem Theater eng verbunden und inszenierte verschiedene Bühnenprogramme, beispielsweise die szenische Collage „Vida Apasionada“ über Frida Kahlo mit Veronika Kranich, einer ehemaligen Kollegin aus dem Ensemble des Altonaer Theaters.
Einem breiten Publikum wurde von Schultz zudem durch seine zahlreichen Rollen in Hörspielproduktionen bekannt. Für verschiedene Labels wie EUROPA, maritim und PEG verkörperte er bekannte Charaktere aus den verschiedensten Werken der Weltliteratur wie den Staatsanwalt „Villefort“ in Alexandre Dumas’ Graf von Monte Christo, den „Prinz John“ in Eberhard Alexander-Burghs Robin-Hood-Adaption, den „Messala“ in Ben Hur nach William Wallace, die Titelrolle in Robinson Crusoe, den „Athos“ in Dumas’ Die drei Musketiere und Old Shatterhand in Konrad Halvers Adaption von Karl Mays Der Ölprinz.

## Hörspiele (Auswahl)
- 1970: Der Ölprinz, Europa.
- 1971: Robin Hood, Europa.
- 1971: Der Graf von Monte Christo, Europa (hier als „Fernando“).
- 1971: Ben Hur, Europa.
- 1971: Robinson Crusoe, Europa.
- 1971: Die letzten Tage von Pompeji, Europa.
- 1971: Der Trotzkopf, Europa.
- 1971: Die drei Musketiere, Europa.
- 1971: Alice im Wunderland, Europa.
- 1972: Christoph Columbus – Die abenteuerliche Entdeckung Amerikas, Perl Serie.
- 1972: In 80 Tagen um die Welt, Perl Serie.
- 1975: Der Graf von Monte Christo, PEG.
- 1975: Die Kinderbibel: Moses und der Auszug aus Ägypten, Bunny.
- 1977: Idefix und seine Abenteuer auf großer Fahrt, Peggy.
- 1982: Edgar Wallace: Der Hexer, maritim.
- 1982: Edgar Wallace: Die toten Augen von London, maritim.
- 1982: Edgar Wallace: Neues vom Hexer, maritim.
- 1983: Edgar Wallace: Das Geheimnis der gelben Narzissen, maritim.
- 1983: Edgar Wallace: Der grüne Bogenschütze, maritim.
- 1984: Tim und Struppi: Der Fall Bienlein, maritim.
- 1985: Lucky Luke 8: Tortillas für die Daltons, RCA.
- 1989: Mitternachtsparty – mit Hugo dem Schloßgespenst, 4 Folgen, Karussell.